# Three Way
Pour les articles homonymes, voir Kidnapping (homonymie).
Pour plus de détails, voir Fiche technique et Distribution.
Three Way  ou Kidnapping est un film américain réalisé en Scott Ziehl sorti en 2004.

## Synopsis
C'est l'histoire d'un kidnapping qui se passe à San Diego.

## Fiche technique
- Titre : Three Way
- Titre original : Kidnapping
- Réalisation : Scott Ziehl
- Musique  : Christopher Hoag
- Production : Hyperion Pictures
- Photographie : Antonio Calvache
- Pays d'origine :  États-Unis
- Format : en couleur
- Genre : thriller et drame
- Durée : 88 minutes
- Date de sortie : 29 juin 2004

## Distribution
- Dominic Purcell : Lewis « Lew » Brookbank
- Joy Bryant : Rita Caswell
- Ali Larter : Isobel Delano
- Desmond Harrington	: Ralph Hagen
- Dwight Yoakam : Herbert Claremont (Clarkson)
- Gina Gershon : Florence DeCroix Hagen
- Roxana Zal : Janice Brookbank
- Dan Martin : Patrolman